# Herbilstadt

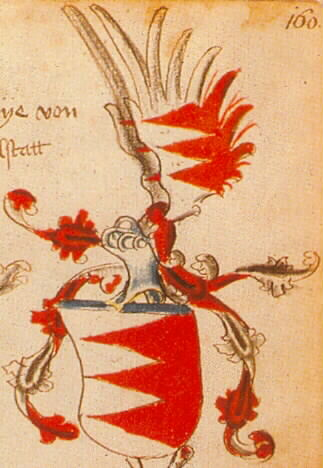
Wappen der Familie im Ingeram-Codex

Herbilstadt, auch Herbilstatt, ist der Name eines fränkischen Adelsgeschlechtes.
Als Teil der fränkischen reichsfreien Ritterschaft war die Familie im Ritterkanton Rhön-Werra organisiert. Orte mit Hinweisen auf die von Herbilstadt: Rannungen, Rippershausen, Henfstädt, Ganerbenburg Lengsfeld, Serrfeld. Sie waren fürstbischöfliche Burgmannen der Burg Landeswehre und Amtmänner von Botenlauben. Peter von Herbiltstadt stiftete 1446 den Chor der Marienkapelle in Bad Kissingen. Philipp von Herbilstatt zählt im Bauernkrieg 1525 unter dem Kommando von Friedrich von Brandenburg-Ansbach zu den Verteidigern der Festung Marienberg. Einige Familienmitglieder werden als Raubritter bezeichnet. Zu den verwandten Familien gehört u. a. die Familie von Kotzau.
Möglich wäre ein namentlicher Bezug zum Ort Herbstadt im Landkreis Rhön-Grabfeld.

## Wappen
Das Wappen ist im Spitzenschnitt Silber und Rot geteilt. Die Helmdecken sind Rot und Silber. Die Helmzier mit den rot-silbernen Spitzen ist ein geschlossener Flug. Das Familienwappen wurde in vereinfachter Form in das Gemeindewappen von Rannungen übernommen.

Gemeindewappen von Rannungen